# رانوک، نیو ساوت ولز
رانوک (به انگلیسی: Rannock) یک شهرک در استرالیا است که در نیو ساوت ولز واقع شده‌است.